# Giovanni Maria Bononcini
Giovanni Maria Bononcini, italijanski baročni skladatelj in violinist, * 1642, † 1678.
Njegova sinova, Giovanni Battista Bononcini in Antonio Maria Bononcini, sta bila tudi skladatelja.